# Grasmere (Dorf)
Grasmere ist ein Dorf in der Grafschaft Cumbria im Nordwesten Englands. Die Lage im Zentrum des Lake District Nationalparks zieht viele Touristen an.

## Geographie
Grasmere liegt nahe dem gleichnamigen See. Unweit nördlich des Ortes erhebt sich der 405 m hohe Helm Crag. Er ist auch bekannt unter der Bezeichnung the lion and the lamb (dt.: der Löwe und das Lamm), was auf die Formen mancher Felsen auf dem Gipfel des Hügels zurückzuführen ist. Die A591 führt in Richtung Norden nach Keswick und in Richtung Süden nach Ambleside.

## Verwaltung
Das ursprüngliche Civil Parish wurde zwischenzeitlich von einem Urban District Council verwaltet, aus dem 1934 das Lakes Urban District wurde. Heute ist Grasmere Teil des Lakes Parish.
Seit den 1960ern ist die Einwohnerzahl des Ortes rückläufig.

## Persönlichkeiten
Der Dichter William Wordsworth (1770–1850) lebte von 1799 bis 1808 im Dove Cottage, einem kleinen Landhaus am Ortsrand von Grasmere.
Der Geistliche und Philosoph William Archibald Spooner (1844–1930) ist hier begraben.

## Fotos

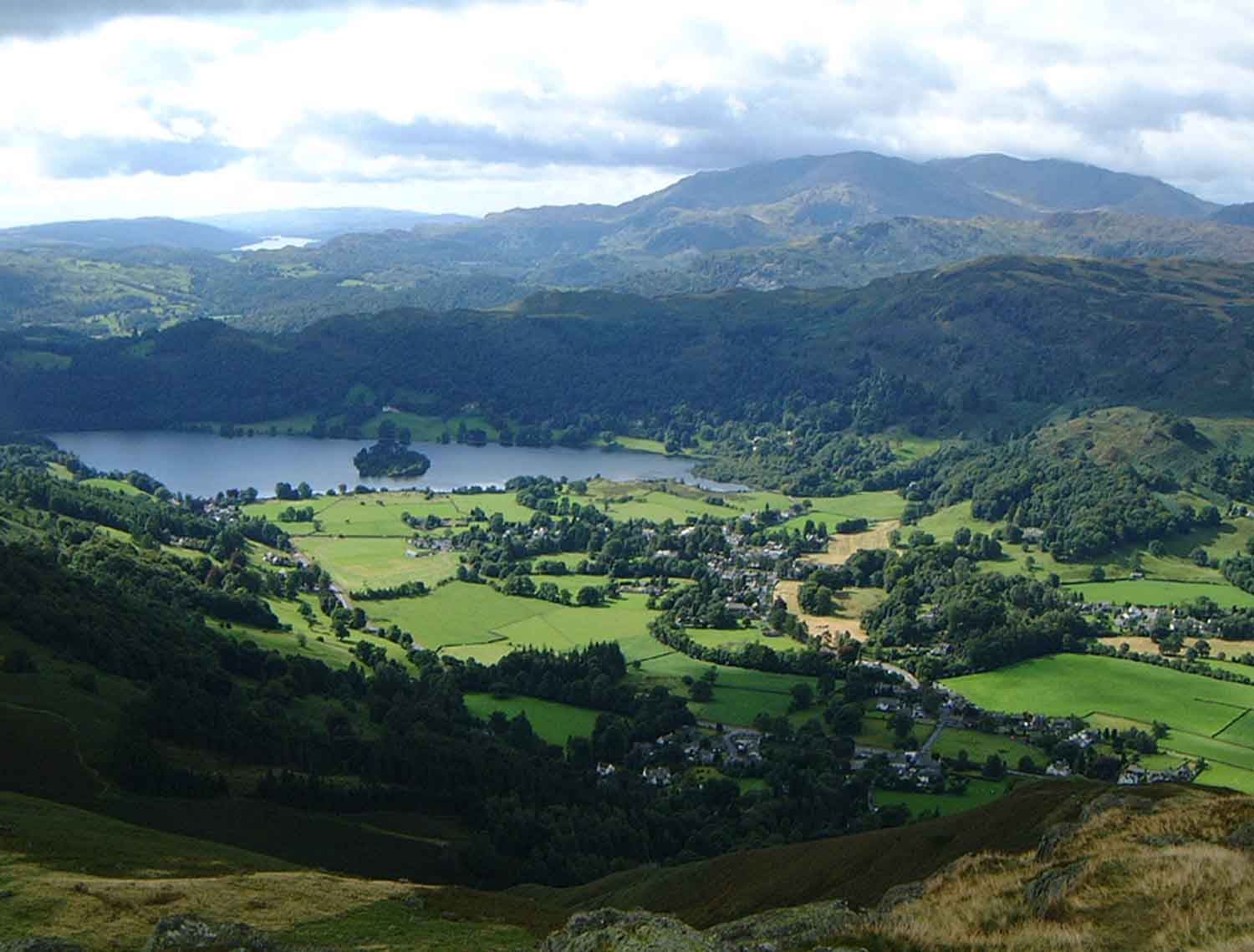
Blick auf Grasmere vom Stone Arthur
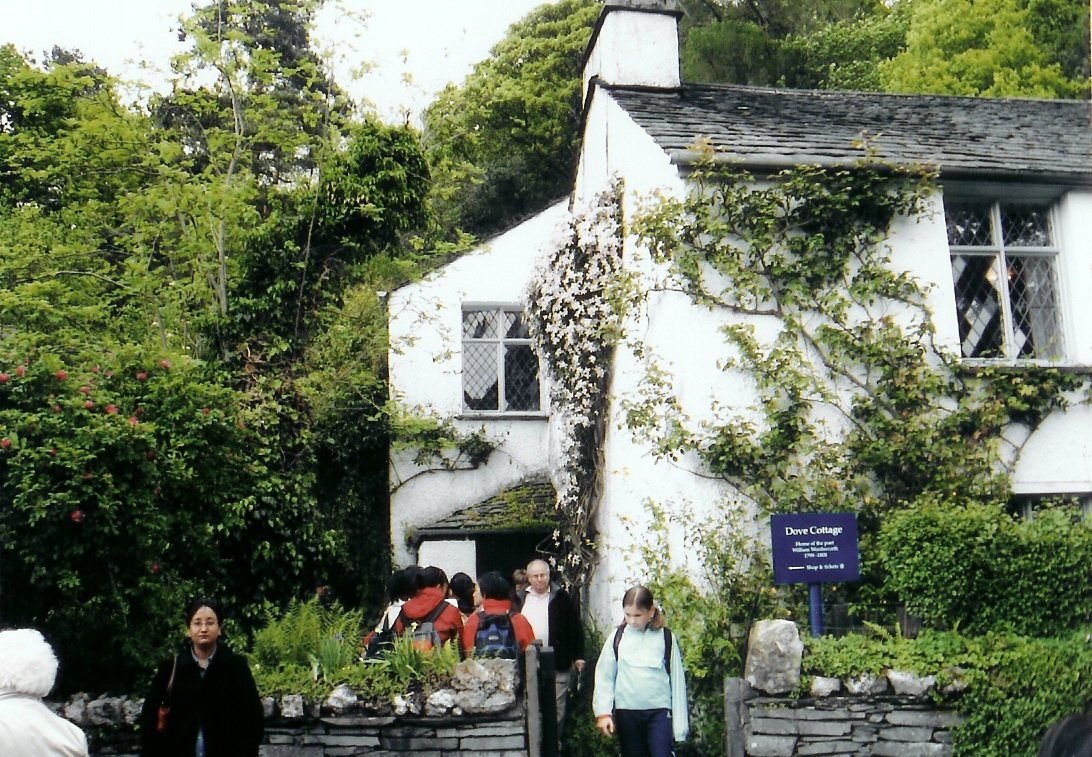
Dove Cottage, in dem William Wordsworth wohnte
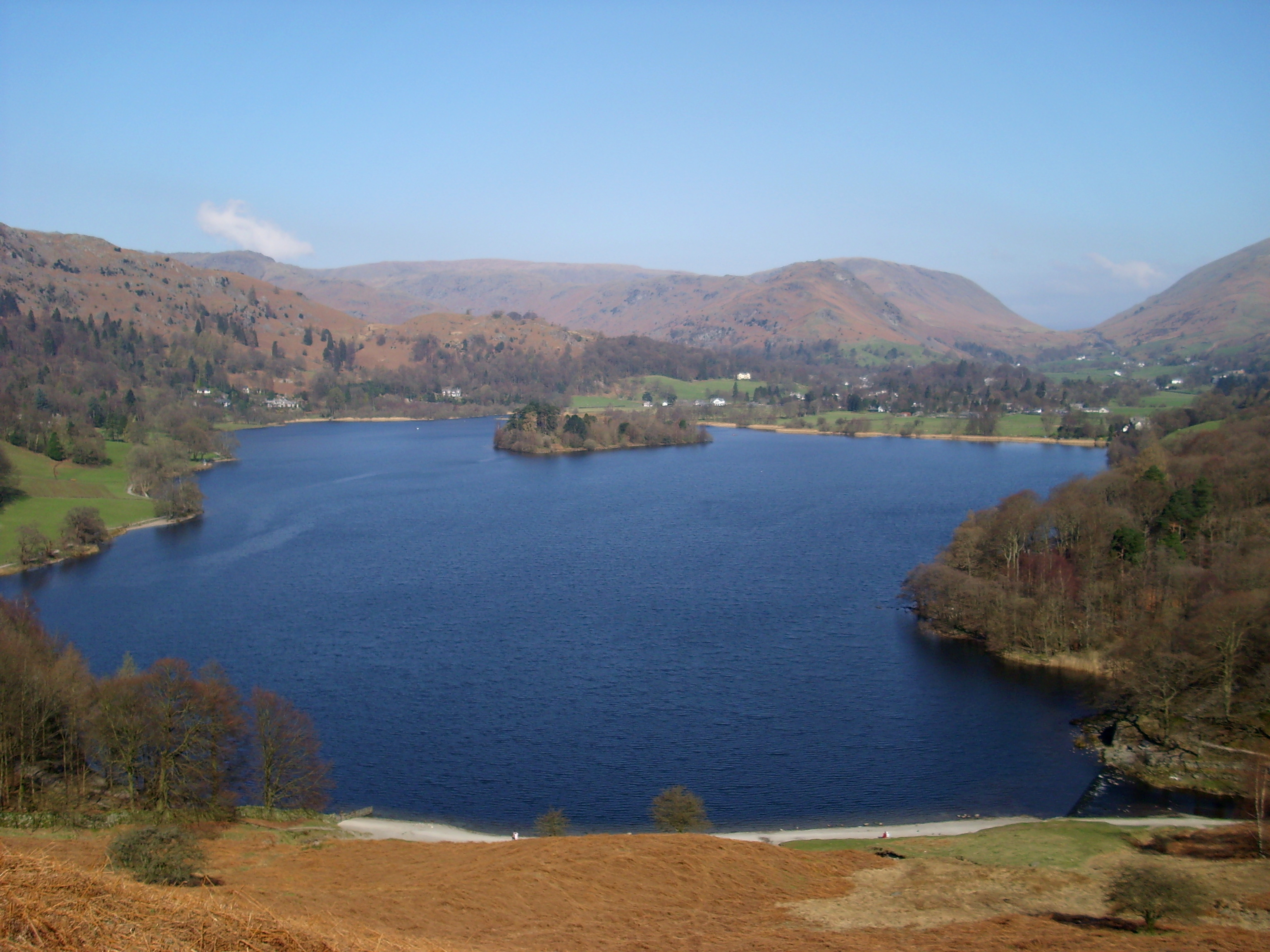
Blick auf den See von der Loughrigg Terrace